# Jacek Jacenty Tomaszewski
Jacek (Jacenty) Tomaszewski (ur. 18 października 1895 w Uniejowie, zm. 29 września 1939 pod Szackiem) – major Wojska Polskiego, uczestnik I wojny światowej, wojny polsko-bolszewickiej i kampanii wrześniowej, kawaler Orderu Virtuti Militari.

## Życiorys
Urodził się 18 października 1895 w Uniejowie, syn Antoniego i Władysławy z d. Anczykowska, późniejszy mieszkaniec Praszki.
Uczeń Szkoły Handlowej w Wieluniu. Maturę zdał w 1922 przy Szkole Podchorążych w Bydgoszczy. Należał do POW oddział w Praszcze od 15 września 1915. Ukończył szkołę podoficerską i szkołę podchorążych POW w Grześlakach. Z zawodu był gorzelanym. Brał udział w rozbrajaniu żołnierzy niemieckich w listopadzie 1918 w okolicach Złoczewa, Sieradza i Burzenina.   
Od 24 grudnia 1918 żołnierz 7 kompanii II batalionu 27 pułku piechoty, późniejszy żołnierz zawodowy. Uczestnik wojny polsko–bolszewickiej na froncie wołyńskim. Późniejszy dowódca 3 kompanii w I batalionie 27 pułku piechoty. Ranny w walce 29 lipca 1920 nad Stochodem. Awans do stopnia kapitana otrzymał 1 stycznia 1928. Z 27 pp został przeniesiony do KOP 25 marca 1931. W KOP zajmował stanowiska m.in. oficera wyszkolenia w Pułk KOP „Sarny”, dowódcy kompanii ckm w Batalion KOP „Krasne” i   dowódcy batalionu KOP „Dawidgródek”. Mianowany majorem 19 marca 1939. Ranny 29 września w bitwie pod Szackiem, po której dostaje się do niewoli. W tym samym dniu zamordowany przez żołnierzy rosyjskich. Pochowany na cmentarzu w Szacku.

## Ordery i odznaczenia
- Krzyż Srebrny Orderu Virtuti Militari za wojnę polsko-bolszewicką nr 1496[4][2][5]
- Medal Niepodległości (16 września 1931)[6]
- Krzyż Niepodległości (16 marca 1937)[4]
- Krzyż Walecznych[4]
- Srebrny Krzyż Zasługi[4]
- Srebrny Wawrzyn Akademicki (7 listopada 1936)[7]
- Medal Pamiątkowy za Wojnę 1918–1921[4]
- Medal Dziesięciolecia Odzyskanej Niepodległości[4]